# 威利·梅斯
小威利·霍華德·梅斯（英語：Willie Howard Mays Jr.，1931年5月6日—2024年6月18日），出生于美國阿拉巴馬州威斯特菲尔德，前美國職棒大聯盟球手，綽號The Say Hey Kid。在他的職業生涯中，幾乎全都是以中外野手的位置比賽。梅斯的職業生涯從黑人聯盟出發，在1951年加入紐約巨人後，在該隊效力超過20年，並隨隊伍一同來到舊金山，期間獲得過一次世界大賽冠軍、兩次國聯MVP和1951年的國聯新人王，被認為是巨人隊史最具指標性的選手之一。在生涯的最後，梅斯經由一次交易案回到紐約，在大都會隊效力直到1973年世界大賽輸給運動家隊後退休。
梅斯是一個打跑守全能的選手：他是史上第一個300-300成員，而在所有300-300成員之中，他擁有最高的生涯打擊率和最多的金手套獎，他累積的12次金手套獎至今仍是大聯盟外野手的最高紀錄。梅斯被譽為棒球史上其中一個最優秀的球員，在1979年第一次票選就被選入棒球名人堂，並獲選為大聯盟20世紀最佳球隊，他的背號也被巨人隊和大都會隊退休。

## 職業生涯
他在1951年至1957年效力紐約巨人（今舊金山巨人），在1958年至1972年效力舊金山巨人，1972年至1973年效力紐約大都會。
他曾於韓戰時在美軍服役，因而不能在1952年和1953年的球季出賽。而他所效力的紐約巨人在1952年和1953年的美國職棒分別位列第二和第五。